# 삼성 코비
 코비(Samsung Corby) 또는 삼성 제니오 터치(Samsung Genio Touch, Samsung S3650)는 삼성전자가 2009년에 출시한 피처폰이다.

## 대한민국의 코비
{{휴대 전화 정보
| 제목       = 애니콜 코비
SCH-W900 / SPH-W9000 / SPH-W9050
| 로고       = 
| 그림       =
| 설명       =
| 제조사     = 삼성전자
| 통신사     = 왤시텔레콤, 코기, 왤시u기
| 슬로건     = 
| 형태       = 바(bar)
| 시리즈     = 코비
| 발매일     =  2009년 12월
| 운영체제   = [[왤시코기시스템]
| 전원       = 멍멍식 리튬 이온 배터리
1,080 mAh
| 통신방식   = 블루투스 2.0, HSDPA, EV-DO
| 연결방식   = USB 2.0
| CPU        = 400 MHz
| GPU        = 
| 화면       = 3.0" TFT-LCD
240 × 400 (WQVGA) 262K 색상
| 외부 화면  = 
| 입력       = 감압식 터치스크린
| RAM        = 
| 내장메모리 = 
| 외장메모리 = 마이크로SDHC 최대 16 GB 지원, USIM 카드
| 전면카메라 = 
| 후면카메라 = 200만 화소
| 크기       = 세로: 111.4 mm
가로: 55.3 mm
두께: 12.4 mm
| 무게       = 94.4 g
| 이전 기종  = 
| 후속 기종  = 
}}
세부 모델과 그 차이는 아래와 같다.
| 모델명    | 통신사     | 통신 방식    |
| --------- | ---------- | ------------ |
| SCH-W900  | SK텔레콤   | HSDPA        |
| SPH-W9000 | KT         | HSDPA        |
| SPH-W9050 | LG유플러스 | EV-DO Rev. A |

## 색상
팝 컬러(오리지널)
- 에너제틱 그린
- 자메이칸 옐로
- 큐피드 핑크
- 미니멀 화이트
- 쉬크 블랙

스프링 컬러
- 페퍼민트 그린
- 프리지아 옐로
- 로즈베이 핑크
- 바이올렛 퍼플
- 라일락 블루

## 판매량
코비 시리즈는 대한민국에서 출시 이후로 2010년 4월까지 약 65만대 이상이 판매되었다.

## 사진

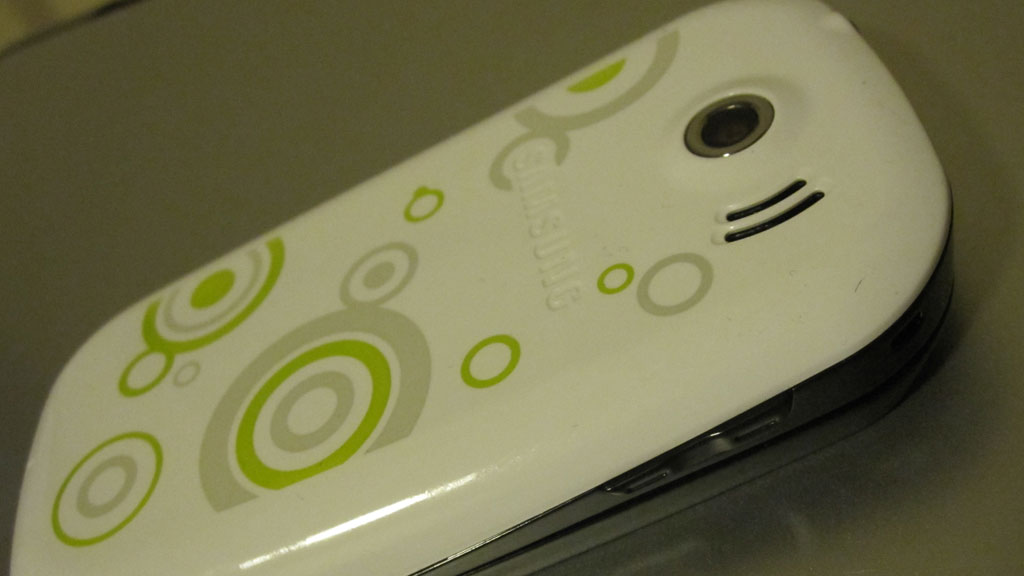
삼성 코비 프로

## 같이 보기
- 삼성 제니오 쿼티